# میکیاشوو
میکیاشوو (انگلیسی: Mikyashevo) یک شهرک در شهرستان داولکانوفسکی در استان باشقیرستان کشور روسیه است.